# Anacroneuria litura
Anacroneuria litura és una espècie d'insecte plecòpter pertanyent a la família dels pèrlids.

## Descripció
Els adults presenten el cap amb un patró fosc entre els ocels, el pronot marró amb una franja mitjana pàl·lida i les ales marrons.

## Hàbitat
En el seu estadi immadur és aquàtic i viu a l'aigua dolça, mentre que com a adult és terrestre i volador.

## Distribució geogràfica
Es troba a Amèrica: Texas, Mèxic, Belize, Hondures i Nicaragua.